# Pavone del Mella
Pavone del Mella (Paù in dialetto bresciano) è un comune italiano di 2 732 abitanti della provincia di Brescia in Lombardia.

## Geografia fisica
Il comune è bagnato dal fiume Mella (dal quale prende il nome), il cui corso funge da confine con il vicino comune di Cigole, e da vari fossi che nascono dalle risorgive presenti nelle campagne.
Sono presenti grandi distese di campi, coltivati principalmente a mais, e allevamenti di suini, pollame e bovini da latte.

## Storia

### Simboli
Lo stemma e il gonfalone sono stati concessi con DPR del 18 maggio 1995.
Il gonfalone è un drappo di giallo.

## Società

### Evoluzione demografica
Abitanti censiti

### Lingue e dialetti
Nel territorio di Pavone del Mella, accanto all'italiano, è parlata la lingua lombarda prevalentemente nella sua variante di dialetto bresciano.

## Infrastrutture e trasporti
Fra il 1914 e il 1933 Pavone del Mella era servita dall'omonima stazione posta lungo la tranvia Brescia-Ostiano, che fungeva da bivio per la diramazione diretta a Gambara.

## Amministrazione
| Periodo        | Periodo        | Primo cittadino        | Partito                       | Carica  | Note         |
| -------------- | -------------- | ---------------------- | ----------------------------- | ------- | ------------ |
| 24 aprile 1995 | 14 giugno 2004 | Maria Teresa Morandi   | lista civica di centro        | Sindaco |              |
| 14 giugno 2004 | 26 maggio 2014 | Piergiorgio Priori     | lista civica di centro-destra | Sindaco | [ 9 ] [ 10 ] |
| 26 maggio 2014 | in carica      | Maria Teresa Vivaldini | lista civica di centro-destra | Sindaco |              |